# Берлінгтон (Колорадо)
Берлінгтон (англ. Burlington) — місто (англ. city) в США, в окрузі Кіт-Карсон штату Колорадо. Населення — 3172 особи (2020).

## Географія
Берлінгтон розташований за координатами 39°18′16″ пн. ш. 102°16′17″ зх. д. / 39.30444° пн. ш. 102.27139° зх. д. (39.304524, -102.271438).  За даними Бюро перепису населення США в 2010 році місто мало площу 5,42 км², уся площа — суходіл.

### Клімат
| Клімат : Берлінгтон     | Клімат : Берлінгтон | Клімат : Берлінгтон | Клімат : Берлінгтон | Клімат : Берлінгтон | Клімат : Берлінгтон | Клімат : Берлінгтон | Клімат : Берлінгтон | Клімат : Берлінгтон | Клімат : Берлінгтон | Клімат : Берлінгтон | Клімат : Берлінгтон | Клімат : Берлінгтон | Клімат : Берлінгтон |
| Показник                | Січ.                | Лют.                | Бер.                | Квіт.               | Трав.               | Черв.               | Лип.                | Серп.               | Вер.                | Жовт.               | Лист.               | Груд.               | Рік                 |
| Абсолютний максимум, °C | 23,3                | 30,0                | 30,6                | 33,3                | 38,3                | 41,7                | 40,6                | 39,4                | 37,8                | 33,9                | 27,2                | 24,4                | 41,7                |
| Середній максимум, °C   | 6,4                 | 7,6                 | 12,6                | 17,5                | 23,4                | 28,7                | 32,4                | 30,3                | 26,2                | 18,7                | 11,9                | 6,2                 | 18,5                |
| Середній мінімум, °C    | −8,3                | −7,3                | −3,6                | 1,0                 | 6,8                 | 12,3                | 16,0                | 14,9                | 9,6                 | 2,4                 | −3,7                | −8,6                | 2,6                 |
| Абсолютний мінімум, °C  | −24,4               | −23,9               | −19,4               | −8,9                | −3,9                | 0,6                 | 8,3                 | 7,2                 | −2,8                | −13,3               | −19,4               | −26,1               | −26,1               |
| Норма опадів, мм        | 4                   | 5                   | 17                  | 37                  | 45                  | 58                  | 60                  | 64                  | 27                  | 38                  | 7                   | 6                   | 368                 |
| Днів з опадами          | 2                   | 4                   | 4                   | 8                   | 9                   | 9                   | 9                   | 11                  | 6                   | 6                   | 3                   | 3                   | 72                  |
| ----------------------- | ------------------- | ------------------- | ------------------- | ------------------- | ------------------- | ------------------- | ------------------- | ------------------- | ------------------- | ------------------- | ------------------- | ------------------- | ------------------- |
| Джерело: NOAA           |                     |                     |                     |                     |                     |                     |                     |                     |                     |                     |                     |                     |                     |

## Демографія
Згідно з переписом 2010 року, у місті мешкали 4254 особи в 1351 домогосподарстві у складі 841 родини. Густота населення становила 784 особи/км².  Було 1478 помешкань (273/км²).
Расовий склад населення:
| - 83,1 % — білих - 5,2 % — чорних або афроамериканців - 1,0 % — корінних американців - 0,5 % — азіатів - 0,1 % — вихідців з тихоокеанських островів - 8,5 % — осіб інших рас |

До двох чи більше рас належало 1,5 %. Частка іспаномовних становила 27,5 % від усіх жителів.
За віковим діапазоном населення розподілялося таким чином: 19,7 % — особи молодші 18 років, 65,8 % — особи у віці 18—64 років, 14,5 % — особи у віці 65 років та старші. Медіана віку мешканця становила 37,4 року. На 100 осіб жіночої статі у місті припадало 153,2 чоловіків;  на 100 жінок у віці від 18 років та старших — 171,8 чоловіків також старших 18 років.
Середній дохід на одне домашнє господарство  становив 60 699 доларів США (медіана — 42 457), а середній дохід на одну сім'ю — 76 992 долари (медіана — 54 384). Медіана доходів становила 41 855 доларів для чоловіків та 26 507 доларів для жінок. За межею бідності перебувало 14,9 % осіб, у тому числі 21,6 % дітей у віці до 18 років та 8,8 % осіб у віці 65 років та старших.
Цивільне працевлаштоване населення становило 1547 осіб. Основні галузі зайнятості: освіта, охорона здоров'я та соціальна допомога — 28,1 %, будівництво — 13,0 %, роздрібна торгівля — 11,9 %, публічна адміністрація — 10,9 %.